# Diadelia convexicollis
Diadelia convexicollis är en skalbaggsart som först beskrevs av Leon Fairmaire 1899.  Diadelia convexicollis ingår i släktet Diadelia och familjen långhorningar.
Artens utbredningsområde är Madagaskar. Inga underarter finns listade i Catalogue of Life.